# 1995 XJ1
1995 XJ1 är en asteroid i huvudbältet som upptäcktes den 15 december 1995 av den japanska astronomen Takao Kobayashi vid Ōizumi-observatoriet.
Asteroiden har en diameter på ungefär 11 kilometer och den tillhör asteroidgruppen Eos.